# Чарка для яєць

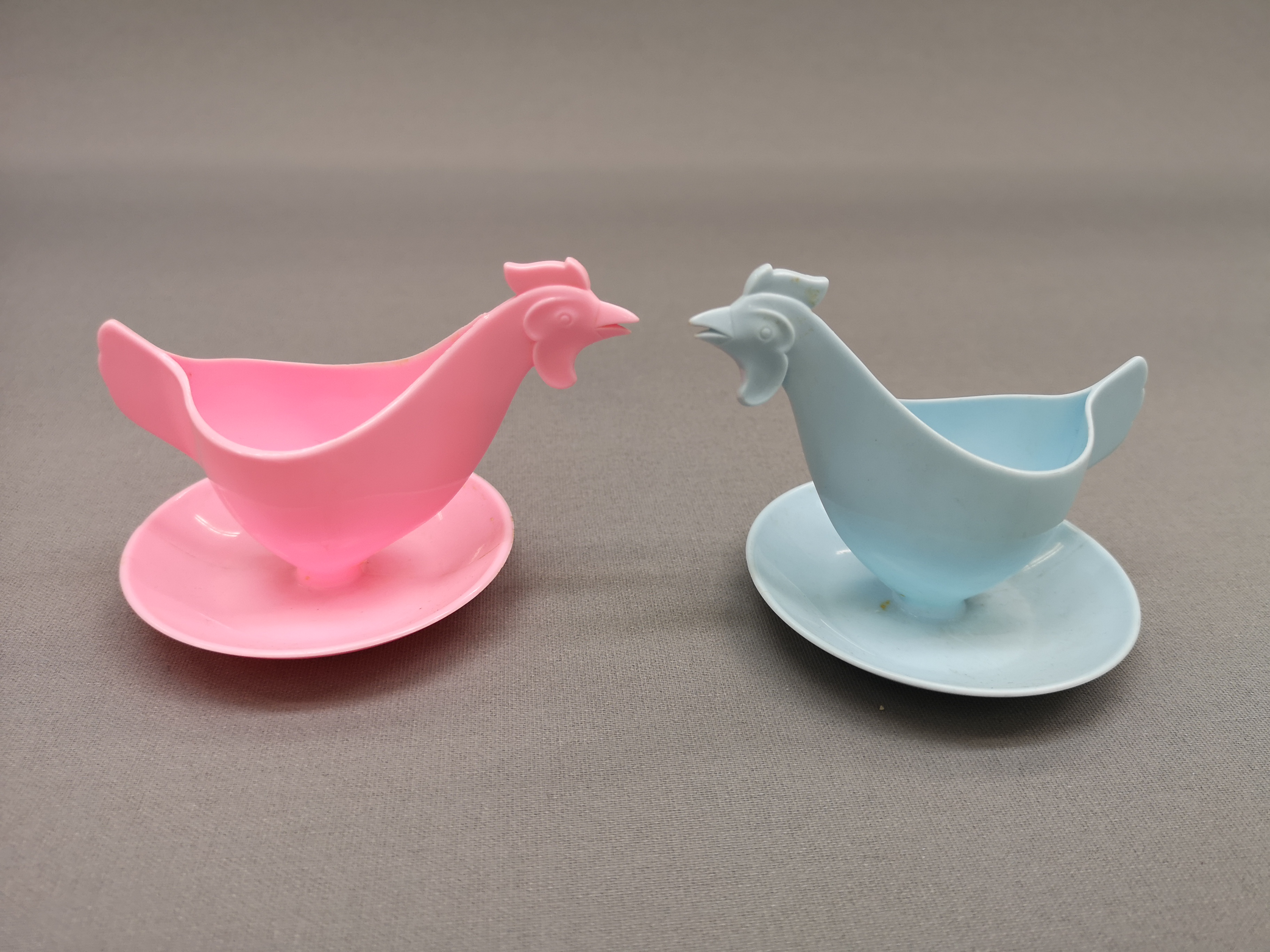
Пластикові чарки для яєць «Курочка» виробництва НДР, марка Sonja Plastic, вважається класикою дизайну

Чарка чи підставка для яєць — предмет столового посуду, призначений для сервірування варених яєць. Зазвичай виготовляють у вигляді гладкої скляної чарки діаметром 40—45 мм і висотою 45—60 мм. Діаметр підставки для яєць — 35—40 мм . Для забезпечення стійкості чарка для яєць має низьку ніжку чи піддон.

## Історія та опис
Підставки для яєць відомі з часів Римської імперії. На мозаїці з Антіохії, датованої 40 р. до н. е., зображені яйця, що стоять у підставках, які їдять спеціальними ложечками. У Помпеях знайдено срібну чашку для яєць і ложечку до неї.
Чарки для яєць випускають з порцеляни, фаянсу, майоліки, пластику, срібла та кольорових металів. Крім звичної форми чарки, також існують складніші скульптурні: плетений кошик, фігурки птахів, тварин і людей, що тримають посудину. Найбільш різноманітні за формою чарки для яєць із пластику — як цільнопресовані, так і розбірні, з ніжкою-підставкою для солі, що загвинчується. Чарки для яєць надходять у продаж і як штучний товар, так і у складі наборів для яєць, що складаються з 4—6 чарок, сільнички та підноса.
Для подачі на стіл яєць пашот та подібного способу приготування використовуються пашотниці.